# Distributed and Parallel Databases
Distributed and Parallel Databases is een internationaal, aan collegiale toetsing onderworpen wetenschappelijk tijdschrift op het gebied van de informatiesystemen en de theoretische informatica. De naam wordt in literatuurverwijzingen meestal afgekort tot Distrib. Parallel Dat. Het wordt uitgegeven door Springer Science+Business Media.